# شينجي جوجو
شينجي جوجو (باليابانية: 城定 信次) (28 أغسطس 1977 في طوكيو في اليابان – )؛ هو لاعب كرة قدم ياباني سابق كان يلعب كمدافع.

## وصلات خارجية
- شينجي جوجو على موقع الاتحاد الدولي (مؤرشف)  (الإنجليزية)
- شينجي جوجو على موقع رابطة كرة القدم اليابانية للمحترفين (اليابانية)
- شينجي جوجو على موقع عالم كرة القدم.نت (الإنجليزية)